# Guy Ramos
Odysseu Guy Ramos (Rotterdam, 16 augustus 1985) is een voormalig Kaapverdisch-Nederlandse profvoetballer die bij voorkeur als verdediger speelde. Ramos debuteerde in 2008 in het Kaapverdisch voetbalelftal.

## Carrière
Ramos speelde tien jaar in de jeugd van Sparta, waarna hij vanaf het seizoen 2001-2002 uitkwam voor die van FC Dordrecht. Hiervoor debuteerde hij in het seizoen 2005-2006 in het betaald voetbal, in de Eerste divisie. Ramos maakte op 2 februari 2007 zijn eerste doelpunt in het betaald voetbal, toen hij het met Dordrecht uit tegen Helmond Sport speelde. In deze wedstrijd maakte hij in de 86e minuut 2-4, wat ook de einduitslag werd. Ramos tekende in diezelfde maand een tweejarig contract bij FC Dordrecht. Daarvoor had hij een amateurcontract.
Ramos tekende in januari 2011 een contract voor 2,5 seizoen bij RKC Waalwijk. Daarmee promoveerde hij op 6 mei 2011 naar de Eredivisie. Ramos maakte op 5 februari 2012 zijn eerste doelpunten op het hoogste niveau in Nederland, in een uitwedstrijd bij FC Groningen.
Ramos tekende eind mei 2013 een contract voor twee jaar bij Roda JC Kerkrade, met de mogelijkheid voor een extra jaar. Hier kwam hij door blessureleed een tijd niet in actie. Ramos degradeerde op 3 mei 2014 met Roda JC naar de Eerste divisie en promoveerde een seizoen later weer via de nacompetitie.
In juli 2015 verbond hij zich aan de Zwitserse club FC Wil. Daar liet hij eind augustus 2016 zijn contract ontbinden. In december 2016 scheurde hij zijn kruisband terwijl hij mee trainde bij FC Dordrecht. Na een lange revalidatie vervolgde hij medio 2018 zijn loopbaan bij Chabab Rif Al Hoceima. In september 2018 trainde hij op proef mee met Almere City FC waar hij in oktober een contract tekende. In 2019 ging hij naar amateurclub FC Maense.
Ramos werd jeugdtrainer bij FC Dordrecht en in 2020 bij FC Utrecht.

## Nationaal team
Ramos werd in mei 2008 opgeroepen om het nationale voetbalelftal van de Kaapverdische Eilanden te versterken in de voorrondes van de Afrika Cup en het Wereldkampioenschap voetbal van 2010. Dit was mogelijk doordat hij naast de Nederlandse ook de Kaapverdische nationaliteit bezit.

## Kaartenrecord
Ramos kreeg in het seizoen 2011-2012 twaalf gele kaarten, meer dan ieder ander dat jaar in de Eredivisie. Op 25 april 2015 werd dit gelekaartenrecord geëvenaard door NAC middelvelder Joeri de Kamps die tijdens speelronde 32 zijn twaalfde gele kaart pakte. Ramos is ook met rode kaarten recordhouder. Op 7 november 2014 werd hij voor de elfde keer in zijn profcarrière van het veld gestuurd. Met dat aantal liet hij Raymond Atteveld en Marco Gentile (allebei tien keer) achter zich en werd hij alleen recordhouder rode kaarten in het betaald voetbal.

## Clubstatistieken
| Seizoen   | Club             | Wedstrijden | Doelpunten | Competitie       |
| --------- | ---------------- | ----------- | ---------- | ---------------- |
| 2005/06   | FC Dordrecht     | 2           | 0          | Eerste divisie   |
| 2006/07   | FC Dordrecht     | 20          | 2          | Eerste divisie   |
| 2007/08   | FC Dordrecht     | 32          | 1          | Eerste divisie   |
| 2008/09   | FC Dordrecht     | 34          | 2          | Eerste divisie   |
| 2009/10   | FC Dordrecht     | 32          | 3          | Eerste divisie   |
| 2010/11   | FC Dordrecht     | 16          | 0          | Eerste divisie   |
| 2010/11   | RKC Waalwijk     | 13          | 1          | Eerste divisie   |
| 2011/2012 | RKC Waalwijk     | 29          | 1          | Eredivisie       |
| 2012/2013 | RKC Waalwijk     | 15          | 0          | Eredivisie       |
| 2013/2014 | Roda JC Kerkrade | 11          | 0          | Eredivisie       |
| 2014/2015 | Roda JC Kerkrade | 20          | 2          | Eerste divisie   |
| 2015/2016 | FC Wil           | 32          | 1          | Challenge League |
| 2016/2017 | Clubloos         |             |            |                  |
| 2017/2018 | Clubloos         |             |            |                  |
| 2018/2019 | Almere City FC   | 3           | 0          | Eerste divisie   |
| Totaal    |                  | 259         | 13         |                  |